# Oakley (Kalifornia)
Oakley – miasto w Stanach Zjednoczonych, w stanie Kalifornia, we wschodniej części hrabstwa Contra Costa. Według spisu ludności z roku 2010, w Oakley mieszka 35 432 mieszkańców.